# Calyptotheca incusa
Calyptotheca incusa är en mossdjursart som beskrevs av Tilbrook 2006. Calyptotheca incusa ingår i släktet Calyptotheca och familjen Parmulariidae. Inga underarter finns listade i Catalogue of Life.